# Гаврилюк Іван Петрович
Іван Петрович Гаврилюк (нар. 1 січня 1949 р., Гончарівка, нині Вінницький район, Вінницька область) — український математик, доктор фізико-математичних наук, лауреат Державної премії України в галузі науки і техніки (2012).

## Життєпис
1971 року закінчив механіко-математичний факультет Київського національного університету імені Тараса Шевченка та вступив до аспірантури факультету кібернетики Київського університету.
Після закінчення аспірантури: асистент, з 1978 — доцент кафедри обчилювальної математики факультету кібернетики. У 1981—1992 — доцент кафедри чисельних методів математичної фізики.
З 1992 працює у Німеччині.[джерело?]

## Наукові інтереси
- чисельний аналіз
- математичне моделювання
- диференціальні рівняння
- прикладна статистика
- функціональний аналіз

## Державні нагороди
- Державна премія України в галузі науки і техніки 2012 року — за цикл наукових праць «Дискретні та функціональні методи теорії наближення та їх застосування» (у складі колективу)[3]